# Segagaga
Segagaga (セガガガ, stylisé SGGG) est un jeu vidéo de rôle développé par Sega AM3 et édité par Sega, sorti en 2001 sur Dreamcast.

## Synopsis
Le joueur incarne deux employés de l'entreprise Segagaga, laquelle ambitionne de devenir le leader mondial de la technologie virtuelle.

## Accueil

### Critique
- Famitsu : 31/40[2]

### Ventes
Le jeu est d'abord sorti au format digital. Ses bonnes ventes lui ont permis d'être distribué au format boîte.